# Tercera Federación - Grupo XVIII 2024-25
La temporada 2024-25 del Grupo XVIII de la Tercera Federación de fútbol comenzó el 8 de septiembre de 2024 y finalizó el 11 de mayo de 2025. Posteriormente se disputó la promoción de ascenso entre el 18 de mayo y el 8 de junio en su fase territorial, y para finalizar en su fase nacional entre el 15 y 22 de junio. Se trata de la cuarta edición tras la restructuración de las categorías no profesionales por parte de la RFEF a causa de la pandemia global causada por el Coronavirus; y es la quinta categoría a nivel nacional.

## Sistema de competición
Participan dieciocho clubes encuadrados en un único grupo. Se enfrentan todos contra todos en dos ocasiones -una en campo propio y otra en campo contrario- durante un total de 34 jornadas. El orden de los encuentros se decide por sorteo antes de empezar la competición. La Federación de Fútbol de Castilla-La Mancha es la responsable de designar las fechas de los partidos y los árbitros de cada encuentro, reservando al equipo local la potestad de fijar el horario exacto de cada encuentro.
Una vez finalizada la competición, el primer clasificado asciende directamente a Segunda Federación y se proclama campeón de Tercera Federación.
Los clasificados entre el segundo y el quinto lugar disputan un Play Off territorial en formato de eliminatorias a doble partido ida y vuelta. En caso de empate el vencedor de la eliminatoria es el equipo mejor clasificado. El equipo vencedor de este Play Off se clasifica a la Promoción de ascenso a Segunda Federación que tiene carácter de final interterritorial.
Los tres últimos clasificados descienden directamente a Primera Autonómica Preferente. Puede haber más descensos por arrastre provocados por descensos de superior categoría.

## Ascensos y descensos
| Pos. | Ascendidos a 2ª Federación |
| ---- | -------------------------- |
| 1º   | U. B. Conquense            |

| Pos. | Descendidos de 2.ª Federación |
| ---- | ----------------------------- |
| 13º  | C. D. Manchego Ciudad Real    |

| Pos.  | Ascendidos de Primera Autonómica Preferente |
| ----- | ------------------------------------------- |
| 1º G1 | C. D. Pedroñeras                            |
| 1º G2 | C. D. Noblejas                              |
| 2º G1 | C. D. E. F. B. Valdepeñas                   |
| 3º G1 | Manzanares C. F.                            |

| Pos. | Descendidos a Primera Autonómica Preferente |
| ---- | ------------------------------------------- |
| 15.º | C. F. La Solana                             |
| 16.º | C. D. Torrijos                              |
| 17.º | C. D. Atlético Tomelloso                    |
| 18.º | A. D. San Clemente                          |

## Equipos

### Listado de equipos
| Equipo                            | Localidad               | Estadio                          | Capacidad |
| --------------------------------- | ----------------------- | -------------------------------- | --------- |
| Atlético Albacete                 | Albacete                | Ciudad Deportiva Andrés Iniesta  | 3.000     |
| C. D. Azuqueca                    | Azuqueca de Henares     | San Miguel                       | 2.000     |
| Calvo Sotelo de Puertollano C. F. | Puertollano             | El Cerrú                         | 8.240     |
| C. D. Cazalegas                   | Cazalegas               | Ciudad Deportiva Ébora Formación | 800       |
| C. D. Huracán de Balazote         | Balazote                | Municipal de Balazote            | 500       |
| C. D. Manchego Ciudad Real        | Ciudad Real             | Rey Juan Carlos I                | 2.500     |
| Manzanares C. F.                  | Manzanares              | José Camacho                     | 5.500     |
| C. D. Marchamalo                  | Marchamalo              | La Solana                        | 2.000     |
| C. D. Noblejas                    | Noblejas                | Ángel Luengo                     |           |
| C. D. Pedroñeras                  | Las Pedroñeras          | Municipal de Las Pedroñeras      | 1.000     |
| C. D. Quintanar del Rey           | Quintanar del Rey       | San Marcos                       | 2.800     |
| U. D. Socuéllamos C. F.           | Socuéllamos             | Estadio Paquito Giménez          | 2.500     |
| C. D. Tarancón                    | Tarancón                | Municipal de Tarancón            | 1.500     |
| C. D. Toledo                      | Toledo                  | Salto del Caballo                | 5.500     |
| C. D. E. F. B. Valdepeñas         | Valdepeñas              | La Molineta                      |           |
| C. D. Villacañas                  | Villacañas              | Las Pirámides                    | 2.000     |
| C. P. Villarrobledo               | Villarrobledo           | Campo Nuevo Municipal            | 1.000     |
| Villarrubia C. F.                 | Villarrubia de los Ojos | Nuestra Señora de la Caridad     | 5.500     |

| At. Albacete Azuqueca Calvo Sotelo Cazalegas Huracán Manchego Manzanares Marchamalo Noblejas Pedroñeras Quintanar Socuéllamos Tarancón Toledo Valdepeñas Villacañas Villarrobledo Villarrubia |

### Equipos por Provincia
| N.º | Provincia   | Equipos                                                                   |
| --- | ----------- | ------------------------------------------------------------------------- |
| 6   | Ciudad Real | Calvo Sotelo, Manchego, Manzanares, Socuéllamos, Valdepeñas y Villarrubia |
| 4   | Toledo      | Cazalegas, Noblejas, Toledo y Villacañas                                  |
| 3   | Cuenca      | Pedroñeras, Quintanar del Rey y Tarancón                                  |
| 3   | Albacete    | Atlético Albacete, Huracán de Balazote y Villarrobledo                    |
| 2   | Guadalajara | Azuqueca y Marchamalo                                                     |

## Clasificación
| Pos. | Equipo                            | Pts. | PJ | G  | E  | P  | GF | GC | Dif. |                                                                          |
| ---- | --------------------------------- | ---- | -- | -- | -- | -- | -- | -- | ---- | ------------------------------------------------------------------------ |
| 1    | C. D. Quintanar del Rey (A, C)    | 64   | 34 | 17 | 13 | 4  | 31 | 15 | +16  | Ascenso a Segunda Federación y Copa del Rey                              |
| 2    | Atlético Albacete                 | 63   | 34 | 17 | 12 | 5  | 61 | 31 | +30  | Play-Offs Ascenso a Segunda Federación                                   |
| 3    | C. D. Toledo                      | 62   | 34 | 18 | 8  | 8  | 47 | 17 | +30  | Play-Offs Ascenso a Segunda Federación                                   |
| 4    | C. D. Villacañas                  | 62   | 34 | 18 | 8  | 8  | 39 | 29 | +10  | Play-Offs Ascenso a Segunda Federación                                   |
| 5    | U. D. Socuéllamos C. F. (A)       | 57   | 34 | 16 | 9  | 9  | 47 | 24 | +23  | Acceso a Promoción a Segunda Federación con Ascenso a Segunda Federación |
| 6    | C. D. Huracán de Balazote         | 56   | 34 | 14 | 14 | 6  | 41 | 28 | +13  |                                                                          |
| 7    | C. D. Tarancón                    | 55   | 34 | 15 | 10 | 9  | 41 | 31 | +10  |                                                                          |
| 8    | C. D. Cazalegas                   | 49   | 34 | 14 | 7  | 13 | 47 | 44 | +3   |                                                                          |
| 9    | Calvo Sotelo de Puertollano C. F. | 48   | 34 | 11 | 15 | 8  | 39 | 39 | 0    |                                                                          |
| 10   | Villarrubia C. F.                 | 47   | 34 | 12 | 11 | 11 | 40 | 38 | +2   |                                                                          |
| 11   | C. D. Manchego Ciudad Real        | 45   | 34 | 12 | 9  | 13 | 45 | 37 | +8   |                                                                          |
| 12   | C. D. Pedroñeras                  | 43   | 34 | 11 | 10 | 13 | 37 | 43 | −6   |                                                                          |
| 13   | C. D. Marchamalo                  | 41   | 34 | 12 | 5  | 17 | 50 | 47 | +3   |                                                                          |
| 14   | C. D. Azuqueca                    | 41   | 34 | 10 | 11 | 13 | 40 | 49 | −9   |                                                                          |
| 15   | C. P. Villarrobledo               | 36   | 34 | 10 | 9  | 15 | 31 | 49 | −18  |                                                                          |
| 16   | C. D. E. F. B. Valdepeñas (D)     | 22   | 34 | 3  | 13 | 18 | 21 | 48 | −27  | Descenso a Primera Autonómica Preferente                                 |
| 17   | C. D. Noblejas (D)                | 18   | 34 | 3  | 9  | 22 | 30 | 69 | −39  | Descenso a Primera Autonómica Preferente                                 |
| 18   | Manzanares C. F. (D)              | 15   | 34 | 2  | 9  | 23 | 23 | 72 | −49  | Descenso a Primera Autonómica Preferente                                 |

Actualizado a los partidos jugados el 11 de mayo de 2025.
 Fuente: BeSoccer
Notas:
1. ↑  El C. P. Villarrobledo fue penalizado con el descuento de tres puntos en la clasificación por incomparecencia al partido Villacañas - Villarrobledo (jornada 19ª).[4]

## Resultados
| Local \ Visitante                 | ATA | AZU | CAL | CAZ | HUR | MAC | MAN | MAR | NOB | PED | QUI | SOC | TAR | TOL | VAL | VIL | VRO | VRU |
| --------------------------------- | --- | --- | --- | --- | --- | --- | --- | --- | --- | --- | --- | --- | --- | --- | --- | --- | --- | --- |
| Atlético Albacete                 | —   | 4–1 | 0–0 | 2–2 | 3–3 | 0–2 | 4–0 | 2–1 | 2–0 | 1–0 | 2–2 | 0–1 | 3–0 | 1–0 | 6–2 | 1–1 | 0–1 | 2–0 |
| C. D. Azuqueca                    | 1–1 | —   | 4–0 | 4–3 | 0–3 | 1–0 | 2–0 | 3–2 | 4–1 | 0–2 | 0–0 | 1–1 | 0–0 | 2–1 | 0–0 | 0–1 | 0–2 | 1–1 |
| Calvo Sotelo de Puertollano C. F. | 0–0 | 0–1 | —   | 3–0 | 1–1 | 2–0 | 3–2 | 3–3 | 2–2 | 2–2 | 2–0 | 0–3 | 2–2 | 0–0 | 1–0 | 1–1 | 1–0 | 2–0 |
| C. D. Cazalegas                   | 1–4 | 3–1 | 0–1 | —   | 0–1 | 1–1 | 2–1 | 4–0 | 2–2 | 4–2 | 0–1 | 1–0 | 2–3 | 1–0 | 1–0 | 2–1 | 3–0 | 2–1 |
| C. D. Huracán de Balazote         | 0–0 | 2–2 | 1–1 | 1–0 | —   | 2–0 | 3–1 | 0–0 | 2–0 | 0–4 | 0–0 | 0–2 | 1–0 | 0–0 | 2–0 | 0–2 | 2–0 | 2–1 |
| C. D. Manchego Ciudad Real        | 1–2 | 4–1 | 1–0 | 1–1 | 2–1 | —   | 3–3 | 2–0 | 4–1 | 1–2 | 0–1 | 1–0 | 1–3 | 1–0 | 4–2 | 0–2 | 6–0 | 1–2 |
| Manzanares C. F.                  | 0–2 | 1–1 | 1–1 | 2–2 | 0–4 | 0–0 | —   | 0–5 | 1–1 | 2–0 | 1–1 | 0–1 | 0–3 | 0–2 | 0–0 | 2–3 | 1–2 | 0–2 |
| C. D. Marchamalo                  | 1–1 | 3–1 | 1–1 | 2–3 | 1–2 | 1–0 | 3–2 | —   | 3–0 | 3–0 | 0–1 | 0–3 | 2–3 | 0–1 | 2–1 | 2–0 | 2–4 | 0–1 |
| C. D. Noblejas                    | 0–1 | 2–3 | 0–2 | 1–1 | 2–2 | 0–4 | 0–1 | 1–1 | —   | 2–0 | 0–2 | 0–0 | 0–1 | 0–4 | 0–0 | 0–2 | 1–2 | 2–2 |
| C. D. Pedroñeras                  | 3–3 | 0–0 | 0–2 | 1–0 | 0–0 | 0–0 | 3–0 | 0–1 | 2–1 | —   | 0–1 | 0–1 | 1–0 | 0–2 | 1–1 | 3–1 | 2–2 | 2–0 |
| C. D. Quintanar del Rey           | 2–1 | 1–1 | 2–0 | 1–0 | 0–0 | 0–0 | 3–1 | 2–0 | 2–3 | 1–0 | —   | 0–0 | 2–1 | 0–0 | 0–0 | 0–0 | 1–0 | 0–0 |
| U. D. Socuéllamos C. F.           | 1–1 | 2–1 | 2–3 | 1–2 | 0–0 | 3–0 | 3–0 | 1–0 | 3–1 | 5–0 | 0–1 | —   | 0–1 | 1–0 | 3–0 | 0–1 | 2–2 | 2–1 |
| C. D. Tarancón                    | 1–3 | 2–0 | 2–0 | 2–0 | 0–2 | 2–2 | 2–0 | 2–1 | 3–1 | 1–1 | 0–1 | 0–0 | —   | 2–1 | 1–0 | 0–0 | 0–1 | 1–1 |
| C. D. Toledo                      | 1–1 | 2–0 | 0–0 | 2–0 | 1–0 | 0–0 | 5–0 | 2–0 | 4–1 | 0–2 | 2–1 | 1–2 | 0–0 | —   | 3–0 | 3–0 | 1–0 | 1–1 |
| C. D. E. F. B. Valdepeñas         | 1–4 | 0–1 | 2–2 | 0–2 | 0–2 | 0–2 | 3–0 | 0–2 | 2–1 | 0–1 | 0–1 | 2–2 | 0–0 | 0–1 | —   | 1–1 | 2–0 | 1–1 |
| C. D. Villacañas                  | 0–1 | 2–1 | 1–0 | 0–1 | 3–0 | 1–0 | 1–1 | 1–0 | 2–1 | 0–0 | 0–0 | 1–0 | 2–1 | 1–4 | 0–0 | —   | 3–0 | 2–1 |
| C. P. Villarrobledo               | 1–3 | 1–1 | 1–1 | 1–1 | 0–0 | 1–1 | 1–0 | 0–6 | 1–0 | 3–0 | 0–1 | 2–2 | 0–1 | 0–1 | 0–0 | 1–2 | —   | 2–0 |
| Villarrubia C. F.                 | 1–0 | 2–1 | 4–0 | 1–0 | 2–2 | 2–0 | 1–0 | 0–2 | 2–3 | 3–3 | 0–0 | 1–0 | 1–1 | 0–2 | 1–1 | 2–0 | 2–0 | —   |

## Play Off de Ascenso a Segunda Federación
|  | Semifinales                                             | Semifinales                                             | Semifinales                                             | Semifinales                                             | Semifinales                                             |   |     | Final                                                | Final                                                | Final                                                | Final                                                | Final                                                |  |
|  | 17-18 de mayo de 2025 (ida) 25 de mayo de 2025 (vuelta) | 17-18 de mayo de 2025 (ida) 25 de mayo de 2025 (vuelta) | 17-18 de mayo de 2025 (ida) 25 de mayo de 2025 (vuelta) | 17-18 de mayo de 2025 (ida) 25 de mayo de 2025 (vuelta) | 17-18 de mayo de 2025 (ida) 25 de mayo de 2025 (vuelta) |   |     | 31 de mayo de 2025 (ida) 7 de junio de 2025 (vuelta) | 31 de mayo de 2025 (ida) 7 de junio de 2025 (vuelta) | 31 de mayo de 2025 (ida) 7 de junio de 2025 (vuelta) | 31 de mayo de 2025 (ida) 7 de junio de 2025 (vuelta) | 31 de mayo de 2025 (ida) 7 de junio de 2025 (vuelta) |  |
|  |                                                         |                                                         |                                                         |                                                         |                                                         |   |     |                                                      |                                                      |                                                      |                                                      |                                                      |  |
|  |                                                         |                                                         |                                                         |                                                         |                                                         |   |     |                                                      |                                                      |                                                      |                                                      |                                                      |  |
|  | 4º                                                      | C. D. Villacañas                                        | 1                                                       | 2                                                       | 3                                                       |   |     |                                                      |                                                      |                                                      |                                                      |                                                      |  |
|  | 4º                                                      | C. D. Villacañas                                        | 1                                                       | 2                                                       | 3                                                       |   |     |                                                      |                                                      |                                                      |                                                      |                                                      |  |
|  | 3º                                                      | C. D. Toledo                                            | 0                                                       | 1                                                       | 1                                                       |   |     |                                                      |                                                      |                                                      |                                                      |                                                      |  |
|  | 3º                                                      | C. D. Toledo                                            | 0                                                       | 1                                                       | 1                                                       |   | 4.º | C. D. Villacañas                                     | 1                                                    | 0                                                    | 1                                                    |                                                      |  |
|  |                                                         |                                                         |                                                         |                                                         |                                                         |   | 4.º | C. D. Villacañas                                     | 1                                                    | 0                                                    | 1                                                    |                                                      |  |
|  |                                                         |                                                         | 5.º                                                     | U. D. Socuéllamos C. F.                                 | 0                                                       | 2 | 2   |                                                      |                                                      |                                                      |                                                      |                                                      |  |
|  | 5º                                                      | U. D. Socuéllamos C. F.                                 | 5.º                                                     | U. D. Socuéllamos C. F.                                 | 0                                                       | 2 | 2   | 1                                                    | 1                                                    | 2                                                    |                                                      |                                                      |  |
|  | 5º                                                      | U. D. Socuéllamos C. F.                                 |                                                         |                                                         |                                                         |   |     | 1                                                    | 1                                                    | 2                                                    |                                                      |                                                      |  |
|  | 2º                                                      | Atlético Albacete                                       | 0                                                       | 1                                                       | 1                                                       |   |     |                                                      |                                                      |                                                      |                                                      |                                                      |  |
|  | 2º                                                      | Atlético Albacete                                       | 0                                                       | 1                                                       | 1                                                       |   |     |                                                      |                                                      |                                                      |                                                      |                                                      |  |
|  |                                                         |                                                         |                                                         |                                                         |                                                         |   |     |                                                      |                                                      |                                                      |                                                      |                                                      |  |